# Wang Zhao
Wang Zhao (* in Tianjing, Kreis Pingshan, Provinz Hebei; † 12. Februar 1970) war ein Politiker der Volksrepublik China.

## Werdegang
Wang trat der Kommunistischen Partei Chinas (KPCh) 1932 bei. Er wurde Sekretär des Kommunalkomitees der KPCh in Shijiazhuang und Bürgermeister der Stadt im August 1945. Er nahm an der ersten Politischen Konsultativkonferenz des chinesischen Volkes im September 1949 als Delegierter der Volksbefreiungsarmee teil. Zudem nahm er an der Eröffnungszeremonie der PRC am 1. Oktober teil. Er trat der chinesischen Freiwilligenarmee im Oktober 1950 bei und kämpfte im Koreakrieg. Wang wurde in Nordkorea mit der nationalen Flaggenmedaille erster Klasse und der Unabhängigkeitsmedaille zweiter Klasse ausgezeichnet. Im Frühjahr 1961 wurde er zum zweiten Sekretär des Qinghai-Komitees der KPCh und zum Gouverneur der Provinz Qinghai ernannt. Während der Kulturrevolution wurde er politisch verfolgt.
| Personendaten    | Personendaten                           |
| ---------------- | --------------------------------------- |
| NAME             | Wang, Zhao                              |
| KURZBESCHREIBUNG | Politiker der Volksrepublik China       |
| GEBURTSDATUM     | 19. Jahrhundert oder 20. Jahrhundert    |
| GEBURTSORT       | Tianjing, Kreis Pingshan, Provinz Hebei |
| STERBEDATUM      | 12. Februar 1970                        |